# Parafia Chrystusa Dobrego Pasterza w Radomiu
Parafia Chrystusa Dobrego Pasterza w Radomiu – parafia rzymskokatolicka w dekanacie Radom-Południe diecezji radomskiej.

## Historia
Tymczasowa kaplica na budowanym os. Południe została wzniesiona w latach 1984–1985 wraz z salkami katechetycznymi staraniem ks. Henryka Skuzy. 28 kwietnia 1984 bp Edward Materski poświęcił kaplicę i plac pod przyszły kościół. Parafia pw. Chrystusa Dobrego Pasterza została założona przez bpa Edwarda Materskiego 1 kwietnia 1985. Budowę kościoła, murowanego z czerwonej cegły, rozpoczęto w 1997 i prowadził ją ks. Czesław Wawrzyńczak do 2004. Świątynia została zaprojektowana przez architekta Tadeusza Derlatkę i konstruktora Marka Komorowskiego. Projekt wystroju kościoła przygotował Bolesław Specht z Krakowa. Kamień węgielny i ściany świątyni poświęcił 5 października 2003 bp Zygmunt Zimowski. Konsekracji świątyni dokonał bp Henryk Tomasik 11 października 2015.

## Zasięg parafii
Do parafii należą wierni z Radomia mieszkający przy ulicach: Bocznej, Czarnoleskiej, Gębarzewskiej, Gospodarczej, Łąkowej, Posłów Greckich, Starowiejskiej, Sycyńskiej (6, 8, 10, 12), Świętojańskiej, Tygodniowej, Urszuli, Wierzbickiej i Zagonowej.

## Proboszczowie
- 1985–1993 – ks. Henryk Skuza
- od 1993 –2025 ks. kan. Czesław Wawrzyńczak
- od  2025  - ks.dr.Michal Krawczyk